# ستيف روثرام
ستيفن فيليب روثرام (بالإنجليزية: Steven Philip Rotheram)‏؛ (4 نوفمبر 1961) هو سياسي بريطاني من حزب العمال شغل منصب عمدة مترو منطقة مدينة ليفربول منذ عام 2017.
وُلد ونشأ في كيركبي، وترك المدرسة ليصبح عامل بناء، وأنشأ شركة البناء الخاصة به في سن 22، حصل على درجة الماجستير في عصر النهضة الحضري المعاصر من جامعة ليفربول هوب، شغل منصب عمدة ليفربول من 2008 إلى 2009 ونائبًا لليفربول والتون من 2010 إلى 2017، بعد العمل كسكرتير برلماني خاص لجيرمي كوربين، فاز روثرام بأغلبية الأصوات في انتخابات بلدية منطقة مدينة ليفربول عام 2017 وأعيد انتخابه في عام 2021.

## حياته
ولد ستيفن فيليب روثرام في كيركبي في 4 نوفمبر 1961، أمه ربة منزل، ووالده سائق الرافعة الشوكية. شغل والده أيضًا منصب مستشار حزب العمل، ولديه سبعة أشقاء، ترك مدرسة روفوود في كيركبي. بعدها انفصل والديه عندما كان مراهقًا.